# Дамбек
Дамбек (нім. Dambeck) — громада в Німеччині, розташована в землі Мекленбург-Передня Померанія. Входить до складу району Людвігслуст-Пархім. Складова частина об'єднання громад Грабов.
Площа — 17,35 км2. Населення становить 284 ос. (станом на 31 грудня 2020).